# FtM
FtM o F2M (Female to Male) è una sigla inglese indicante una persona che è in transizione di genere o che ha completato la transizione da femmina a maschio. 
In inglese viene anche usato il termine transman o trans man, cioè uomo trans.
Esiste anche il caso inverso, da maschio a femmina (MtF).

## Dalla nascita alla transizione
Gli FtM sono persone in precedenza identificate come femmine per via dei cromosomi sessuali XX (oppure con altri cariotipi anormali ma comunque femminili, come per esempio la Sindrome di Turner oppure la Sindrome della tripla X) e che, dopo un lungo percorso interiore accompagnato o meno da interventi chirurgici e assunzione di testosterone, si identificano nel genere maschio assumendo lo stato sociale di uomo. Questa condizione può essere indicata come disforia di genere. Ogni percorso è diverso e può essere ritenuto concluso anche senza aver fatto operazioni chirurgiche demolitive (quali la mastectomia e l'isterectomia) e ricostruttive dei genitali (falloplastica o metoidioplastica) a cui possono sottoporsi le persone trans, seguendo così un percorso di transizione per adeguare il proprio corpo all'identità di genere sentita. 
In Italia, secondo la legge del 164/1982, è possibile rettificare sui documenti di riconoscimento il genere sentito e il nome maschile prescelto.

## Definizioni
La casistica è molto varia e le condizioni possono variare da persona a persona, ma molti uomini trans vogliono essere considerati uomini a tutti gli effetti, cioè semplicemente uomini, senza l'aggettivo transessuale o transgender.

## Orientamento sessuale delle persone FtM
Così come accade per gli uomini cisgender (ovvero coloro il cui sesso biologico coincide con l'identità di genere), anche l'orientamento sessuale degli uomini trans può essere diverso da individuo a individuo, perciò un uomo trans può essere: un uomo eterosessuale (attratto sessualmente dalle donne) oppure omosessuale (attratto sessualmente da altri uomini), bisessuale (attratto sessualmente da due generi) e così via.